# 岸谷五朗の東京RADIO CLUB
『岸谷五朗の東京RADIO CLUB』（きしたにごろうのとうきょうレディオクラブ）は、1990年10月8日から1994年9月30日までTBSラジオで放送されていたラジオ番組。通称は「レディクラ」。

## 概要
1980年代から1990年代に掛けて、民放AMラジオの夜ワイド番組は10代をターゲットにしたバラエティ番組が主流だった。TBSラジオは『吉田照美のてるてるワイド』（文化放送）、『三宅裕司のヤングパラダイス』（ニッポン放送）に苦戦を強いられていた。所ジョージらがパーソナリティを務めた『進め!おもしろバホバホ隊』終了後は他局と一線を画した大人向け夜ワイド番組『ハローナイト』『ロンペーの夜に乾杯！』を放送したがリスナーの人気を獲得する事は出来なかった。
TBSラジオは当番組で、若者向けの平日帯 夜ワイド番組を4年振りに復活。当番組 開始半年前の1990年4月9日からTBSラジオは月曜日から土曜日の若者向けラジオ番組枠を総称した「TBS RADIO 2(TBSレディオクラブ)」を編成。半年後にフラッグシップ的存在として、当番組を開始した。
パーソナリティはスーパー・エキセントリック・シアター（S.E.T.）所属の劇団員（当時）で『三宅裕司のヤングパラダイス』に出演していた俳優の岸谷五朗。お笑いコンビ「ホンジャマカ」の恵俊彰が全期間を通じて、レギュラー出演した。岸谷と恵は番組開始時は無名だったが当番組の開始後は知名度と人気を獲得する。S.E.T.所属の劇団員だった寺脇康文、山田幸伸、尾口えり子（現：おぐちえりこ）も出演した。
番組は投稿コーナー、クイズコーナー、中継コーナーなどの企画で構成。「NAI NAI'91」「ボンビーくん」「長嶋家の謎」が人気コーナーとなり、番組本を出版した。番組内は複数の内包番組(録音)があり、奥居香、永井真理子、TM NETWORK、米米CLUB、小川範子などが出演した。
連日の生中継やニューヨークからの生放送。リスナー参加イベント、番組ファンクラブの結成など、スタジオでの生放送を超えた企画も多数 行われた。世界エイズデーに全国で開かれる『AAA～アクト・アゲインスト・エイズ』は当番組がきっかけで開始した。
1994年、俳優としての知名度を上げた岸谷は民放テレビ局のテレビドラマに出演(『この愛に生きて』『妹よ』)。ドラマ撮影の影響で当番組の出演が困難となり、岸谷の出演が一時期は週3日（月、水、木曜日）となった。火曜日は代役パーソナリティが週替わりで担当。金曜日は今田耕司と東野幸治が担当。4月以降は『今田耕司と東野幸治の東京RADIO CLUB 金曜特別』の番組タイトルで今田と東野が金曜日パーソナリティを正式に務める事で対応したが「役者業に専念したい」という岸谷の意向と現放送センターへの移転が重なり、『岸谷五朗の東京RADIO CLUB』は1994年9月29日の放送で終了。『東京RADIO CLUB』としては翌30日の放送を以て終了した。番組は足掛け4年間続き、『岸谷五朗の東京RADIO CLUB』の放送回数は全1,007回、『今田耕司と東野幸治の東京RADIO CLUB 金曜特別』の放送回数は26回、通算放送回数は全1,033回だった。

## 放送時間
| 放送期間   | 放送期間   | 放送時間 (JST)                        |
| ---------- | ---------- | ------------------------------------- |
| 1990.10.08 | 1991.04.05 | 月曜日 - 金曜日 22:00 - 翌1:00(180分) |
| 1991.04.08 | 1994.09.30 | 月曜日 - 金曜日 22:00 - 翌0:00(120分) |

- 当番組の前に放送された プロ野球中継「TBSエキサイトナイター」の放送終了が22:00を超えた場合は当番組の放送時間を短縮した。大相撲 開催期間中はTBSエキサイトナイター終了後に「大相撲ハイライト」「待ったなし大相撲」が放送されるため、放送時間を短縮した。1992年9月11日はTBSエキサイトナイターの中継カードがプロ野球史上最長の試合時間となり、放送終了が24時を超えたため、当番組を休止した。

## 出演者

### パーソナリティ
| 期間       | 期間       | 月曜日   | 火曜日   | 水曜日   | 木曜日          | 金曜日            |
| ---------- | ---------- | -------- | -------- | -------- | --------------- | ----------------- |
| 1990.10.08 | 1992.04.03 | 岸谷五朗 | 岸谷五朗 | 岸谷五朗 | 岸谷五朗        | 岸谷五朗          |
| 1992.04.06 | 1993.10.01 | 岸谷五朗 | 岸谷五朗 | 岸谷五朗 | 岸谷五朗        | 岸谷五朗 恵俊彰   |
| 1993.10.04 | 1994.04.01 | 岸谷五朗 | 岸谷五朗 | 岸谷五朗 | 岸谷五朗 恵俊彰 | 岸谷五朗          |
| 1994.04.04 | 1994.09.30 | 岸谷五朗 | 岸谷五朗 | 岸谷五朗 | 岸谷五朗 恵俊彰 | 今田耕司 東野幸治 |

- 1994年2月 - 6月は岸谷がテレビドラマ『この愛に生きて』（フジテレビ）出演のため、火曜日と金曜日を休演。火曜日は週替わりパーソナリティが担当。宮川賢、奥居香、サンプラザ中野、永井真理子、松本明子などが務めた。金曜日は今田耕司と東野幸治が担当。4月 以降は金曜日パーソナリティに昇格。

### 中継担当
- 恵俊彰：1990年10月8日から1992年4月3日まで毎日
- 大崎聖二：1992年4月6日から1994年3月28日まで月曜日

### その他出演者
- 劇団スーパー・エキセントリック・シアター
  - 寺脇康文：番組初期の水曜日レギュラー。1991年後半からドラマ出演の影響で多忙になり、レギュラー出演が終了。その後も番組終了まで不定期出演した。
  - 山田幸伸：番組初期からの不定期出演を経て、1992年5月から1993年9月まで木曜日レギュラー。その後も番組終了まで不定期出演した。
  - 大崎聖二：番組初期から1992年3月まで月曜日レギュラー。その後中継担当へ。
  - 尾口えり子：番組初期から1993年9月まで月曜日レギュラー。その後は「ボンバーズ通信」を担当。
  - 小野真一：番組初期から1992年3月まで月曜日レギュラー。
  - 白土直子：番組初期の月曜日レギュラー。
  - 佐藤浩之：番組初期の月曜日レギュラー。
- 奥山佳恵 － 1992年1月から3月まで火曜日アシスタント。
- マンスリー・ジェニック － 1992年4月から1993年3月まで水曜日に出演した、月替わりのアシスタント。
  - 細江真由子・ribbon・Qlair・西野妙子・諸岡菜穂子・宝ひとみ・細川ふみえ・早坂好恵・峠恵子が担当した。

## 関連番組

### 岸谷五朗の東京RADIO CLUB 20'S
20代をターゲットにした情報番組。
- 放送期間：1991.10.11 - 1992.3.27
- 放送時間：金曜日 24:00 - 24:40
- アシスタント：尾崎由美（アシスタント）

### 岸谷五朗の今夜はできるかな
プロ野球放送期間中に21時台時間調整枠後半部分として放送。1993年のシーズンは22時開始の番組本編準備のため通常18時台から局舎に詰めている岸谷をフライング出演させて対応した。それがこの番組である。
番組名は当時、延長戦ルールの関係で22時を過ぎても試合が終わらず、22時からの番組本編が短縮されることもしばしばあったことに由来する。
安達祐実・SMAP出演の10分程度の録音番組を岸谷の短い生放送トークやコーナーでつないだ。
- 放送期間：1993.04.05 - 1993.10.01
- 放送時間：月曜日 - 金曜日 21:40 - 22:00
- 内包番組：
  - 安達祐実のおしゃまな夜
  - POP SMAP

## コーナー

### 主な投稿コーナー
貧乏自慢 → ボンビーくん
さくらと一郎「昭和枯れすゝき」のBGMに乗せて、貧乏の哀しみを短い文章で表現した。番組の看板コーナーとなり、本も2冊出版された。また、後期には文章に効果音や曲を組み合わせるネタも目立った。
NAI NAI '91 → NAI NAI '91 TWO → NAI NAI '91 MOON
リスナーの身近なところで起きた「そりゃなしだろ」というシチュエーションや出来事・言動・著作権法や商標法に触れそうなグレーな作品や製品（必ずしも全てのものが違法とは限らない）や小田茜の言動を紹介するコーナー。ある学校の学校案内パンフレットに載っていた「女の中の女」が話題となった。コーナー本を2冊出版。「ボンビーくん」と並ぶ名物コーナーであり、1991年2月から番組終了まで続いた番組最長寿コーナーでもある。テーマ曲はシブがき隊の「NAI NAI 16」。
はめ歌のコーナー
毎週月曜日23時台最初に放送。色んな歌の歌詞の一部を変えてまったく違う歌にしてしまうというもの。もとの歌詞のフレーズを活かしつつ局所だけ変えることが原則なので“替え歌”ではない。
頭髪に関する“ハゲネタ”や時を同じくして歌手デビューすることになった岸谷を揶揄するネタ（岸谷が高音域の声が出ず、外し気味に唄うことを皮肉っている）が多かった。
歌手をゲストに招いて、持ち歌による“はめ歌”を実際に唄ってもらう「ご本人バージョン」も多く放送され、谷村新司や坂崎幸之助などこのコーナーを機に岸谷との交遊が生まれたケースも多かったが、イメージを気にして出演を断られるケースも多かった。
ガイな奴
友人や親類縁者・有名人の「ガイな言動」を紹介するコーナー。このコーナーにおける「ガイ」には、「格好悪い」「間抜けな」というニュアンスが含まれており、番組では「カッコいい」というものではなく、「キャ〜ッコいいっ!!」という内容のものを送って欲しいという表現をしていた。
Mr.アライの絶対やった事あるシリーズ
略して「絶ある」。ラジオネーム「Mr.アライ」が勝手に作ったコーナー。誰でも1度はやったことのある行動を紹介した。内容が嘉門達夫のネタと被ることが多かったことから短命に終わった。Mr.アライはのちの漫画家・あらゐけいいちであるが、当の本人は空手の合宿のため、井の頭恩賜公園で開催された「絶ある」「たいたい」合同イベントに参加することは叶わなかった。
たいたい
「絶ある」同様、リスナーが勝手に作ったコーナー。マンガやドラマで見た事はあるが、実際には見たことのないシチュエーションを紹介した。なお、「絶ある」「たいたい」が盛り上がったことにより、他のリスナーも勝手に新コーナーを作ったが、いずれも短命に終わった。
東京砂漠
短い文章で自らの寂しい気持ちを表現するコーナー。その後「貧乏自慢 → ボンビーくん」に発展し、番組の看板となる。
それ行けロックンロールバンド → ニューそれ行けロックンロールバンド
岸谷とリスナーによるバンド結成・CD発売を目的としたコーナー。実際に岸谷はCDデビューし、リスナーと結成したバンド「PIROPIRO」としてのライブ（於:新宿シアターアプル）も実現した。
グランプリの五朗
JAFのAライセンスおよびBライセンスを取得し、レースに出場することを目的としたコーナー。当時車の購入資金がなかった岸谷が小室哲哉から中古車を半ば無理やり貰い（口説き文句や、小室がゲストに来た時のためのロビー活動的なメッセージもリスナーから募集）、レースに参戦していた。
東京ミステリー
リスナーからの怪談を募集・紹介するコーナー。
俺はやる
リスナーが番組上で、決めた時刻に公共の場所で行なうにはちょっと恥ずかしい行為（例:駅のコンコースで前転、ホテルのロビーで「花いちもんめ」をする）をすることを宣言し、その宣言が実行されたかどうか、実際に現地を訪れた他のリスナー達がはがきで報告するコーナー。
1通の手紙
悩み相談など、真面目なお便りを紹介するコーナー。
ぞぬ
番組で作り上げた架空の生物「ぞぬ」の生態や目撃報告を紹介するネタコーナー。
結婚観シアター
自分の両親の馴れ初めを訊き出し、それをはがきで紹介するコーナー。短命に終わる。
カレーもお箸
年配リスナーからのお便りを紹介するコーナー。無論、実際は若いリスナーがお年寄りになりきってネタを書いている。
思い込み歌合戦
洋楽などのフレーズの一部が別の言葉に聞こえる、というネタを紹介するコーナー。岸谷と寺脇が水曜日を担当した頃の代表的コーナーであり、岸谷チームと寺脇チームでネタを競わせる形式を採っていた。
ラップ・ザ・変な奴
変な友人・知人・家族のエピソードを紹介するコーナー。はがきをラップ調で紹介するため、このコーナー名になった。
競馬と私
対象とする聴取者層が中高生であるにもかかわらず、スタッフの一存で作ってしまった競馬のコーナー。短命に終わってしまったがその後、岸谷・恵がリスナーと『ダービースタリオン』で対戦する企画へと繋がっていった。
ナノナノのコーナー
井上陽水の「最後のニュース」の「♪の〜」という部分を利用し、様々な事柄についてツッコミを入れた歌を歌うコーナー。ギター演奏は大崎聖二。
鳩サブレーの謎
鎌倉の有名なお菓子「鳩サブレー」の袋に書かれていた謎の暗号「フマカマカマハ」の謎を解明するコーナー。最終的には「カマクラノハトサフレ（=鎌倉の鳩サブレー）」というカタカナ10文字に数字の0から9を当てはめ、製造日などを表すものと判明した。
ボスに届いたバカ迫状
雑誌や新聞の見出しを切り抜いた、一昔前のドラマや映画で見受けられた脅迫状のようなフォーマットで珍奇な文章を作るコーナー。
生活向上注意報
絶対に見てはいけない、くだらない（余りにくだらなくて逆に笑える）映画のあらすじを紹介するコーナー。TBSホールにおける上映会も行なわれた。
目指せ脈アリ
恋人を募集しているリスナーの自己PRを1週間放送。翌週、恋人候補として応募してきたリスナーの中から1名を選び、連絡先を交換し合う。自己PRするのが男性の場合は「目指せ脈アリ・いいのか俺で」、女性の場合は「目指せ脈アリ・待ってる私」とコーナー名が変化した。
基本の「き」
普通のお便りのコーナー。「ラジオの基本は『普通のお便り=ふつおた』である」というのがコーナー名の由来。
キールロワイヤルのご注文コーナー
様々な芸能人・有名人の「ご注文」をネタ形式で紹介するコーナー。東幹久が出演していたサントリー「キールロワイヤル」のテレビCMのパロディ。
ああ親族
親族の笑えるエピソードを紹介。「NAI NAI '91」の前身といえるコーナー。
3人マーケティング（サンマケ）
これから流行しそうな物をリスナーが予想するコーナー。
となり近所の麻利夫君
TBSテレビのドラマ『誰にも言えない』とのタイアップコーナー。佐野史郎演じる高木麻利夫の様な異常なキャラの知人を紹介。
ここだけの話ですが
リスナーの内緒話をラジオの電波に乗せて紹介するコーナー。岸谷は内緒話を打ち明けるような囁き声でコーナーを進行した。
東京アニバーサリー
365日全てに「○○の日」という記念日を名付け、番組オリジナルカレンダーを作成する企画。コーナー終了によりカレンダー作成は実現しなかった。
嵐の五段活用
謎の黒背広
最終的にはなぜかドクター中松がゲスト出演していたコーナー。
友達の友達は有名人
女子高生ゴロ子のテレフォンパーティー
大人の遊び
何かそんな感じ
試験に絶対出るドラマ
小学生ロマンス
ゴロリンの魔法の手帳
美しきナルシスの果てに

#### 「変態木曜日」シリーズ
エロ・下ネタを扱うコーナーが多い木曜日は「変態木曜日」と呼ばれた。
東京エクスタシー → 新東京エクスタシー
リスナーの「気持ち良かった体験」を紹介するコーナーだが、実際は常連リスナーによる下ネタ披露コーナーと化しており、このコーナー専属とも言えるハガキ職人が数名存在した。オープニングでは杉田二郎の「ANAK （息子）」の一部分が使用された。またコーナー内で使用され「ピロピロ」と呼ばれていたBGMは、Shadowfaxの「Shadow Dance」。このコーナーが存在した木曜日は番組内で「変態木曜日」と呼ばれるようになった。
山田幸伸の東京イエイエガールズ
女性ゲストに卑猥な言葉を言わせるための作戦を練るコーナー。実際にセクシーアイドルをゲストに招いて作戦を実行したり、視力検査表を使ってゲストに卑猥な言葉を言わせようとしていた。
山田幸伸の耳でイク
体の一部を叩いたり、日常的な道具を擦り合せたりする事で生まれる「卑猥な音」をリスナーに送ってもらい、実際にスタジオで試すコーナー。山田の持ちネタとして、左手の掌を右手の甲で数回叩く「コキ音」というものがあった。
電話でイヤーン
女性リスナーと電話で繋ぎ、岸谷や山田に彼氏との「（特に初めての）秘め事」について語ってもらい、最後にその時に発した喘ぎ声などを再現してもらった。
性に関する初体験
女性リスナーの初体験を岸谷が紹介するコーナー。行き過ぎた内容の手紙を岸谷が咎めることもあり、他のコーナーとは一線を画していた。
いきなりエレクト

#### 「岸谷・恵」によるコーナー
岸谷と恵がパーソナリティを務める曜日(金曜日→木曜日)は、2人を競わせたり、互いを貶めあうコーナーが多かった。
名前付け
岸谷と恵が翌週の新聞見出しを賭けて争うコーナー。本項では便宜上「名前付けのコーナー」としているが、特にコーナー名は決まっておらず、リスナーはおのおの「馬（顔の長い岸谷）と豚（ホンジャマカの相方・石塚ほどではないにせよ、当時は太っていた恵）の醜い争い」などと宛て先に書いて送っていた。2人で簡単なゲームを行い、負けた方は勝った方に珍奇な名前を付けられ、放送中その名前で呼ばれ続ける。また、翌週の新聞ラジオ欄もその名前で掲載される。『ムーブ』時代の『関口宏の東京フレンドパーク』に岸谷（と小倉久寛）が出演した際は、ホンジャマカが対戦相手となるハイパーホッケーにて名前付け対決を行った（岸谷が負け、最終的に名前は司会の関口宏が命名した）。また『笑っていいとも!』のテレフォンショッキングに出演した岸谷に、恵がこのコーナーで決まった名前を宛名として花輪を贈るなどの“場外乱闘”もあった。また、不適切な名前に決まったため、朝日新聞のラジオ欄で問題箇所が「○○○○戦隊」と伏字で表記されたこともあった。
あやつり人形のコーナー → 長嶋家の謎
「タレントは放送作家のあやつり人形、たとえ理不尽でも作家の意図を汲まなくてはならない」ということで、番組が用意した（後にはリスナーが考えた）なぞなぞ風のクイズを岸谷が紹介し、恵が答えるコーナー。長嶋茂雄をネタにしたクイズ（例題:長嶋茂雄がバンドを組みました。名前は?→答:「シゲンセスシゲンセス」）がコーナーの大半を占めるようになり、コーナーは「長嶋家の謎」に改題、コーナー本も出版された。
クイズ コレがホントの?
「長嶋家の謎」の後継コーナー。「恵が10問正解すればハワイ旅行へ御招待」という触れ込みであったが、恵がハワイ旅行を獲得することはなかった。
ガウチッコ倶楽部
「これは違うぞ。って言うかガウチ」という内容の何の脈絡もない珍奇な文章を往復はがきで募集。往信部分にネタを書き、採用者には返信葉書に「ガウチッコ倶楽部会員証」として「ガウチッコスタンプ」と会員番号を押印して返信していた。スタンプの色は初期はレッド・ブルー・グリーンの3色で、途中からイエロー・パープル・レインボーが追加された。コーナーBGMはユニコーンの「大迷惑」。
みんなで印税生活
ホンジャマカの楽曲「世界で一番はやい告白」の歌詞を作詞するコーナー。リスナーから寄せられた歌詞を繋ぎ合わせてCD化した。後日、歌詞が採用されたリスナー全員に印税「1001円」が支払われた。
マンボな親
自分が親になった時に子供に伝えたいこと（無論ネタ）を、マンボのリズムに乗せて紹介するコーナー。
玄太と俊作
リスナーが「半ペラ」あるいは「探偵助手」となり、岸谷あるいは恵の「やんちゃぶり」を報告してもらうコーナー。言うまでもなくネタ。コーナー名は恵俊彰の好きなドラマ『池中玄太80キロ』および岸谷五朗の好きな『探偵物語』の主人公の名前から。
シゲの夜食会
リスナーおすすめの夜食のレシピを紹介し、実際に試食するコーナー。
いわんや〜をや
日頃思ったことや岸谷・恵・その他芸能人へのツッコミなどを、日本語と英語の2ヶ国語で紹介するコーナー。代表的な英語構文の1つである「not only A but also B」がコーナー名の由来。
顔写
「顔面写真」の略。有名人や自分の顔写真の左側に自分が「立っちゃいました」というシチュエーションを、右側に「出しちゃいました」というシチュエーションを表現するコーナー。
飛びます飛びます流言飛語

### クイズコーナー
リスナー電話出演によるクイズコーナー。4年間でコーナーを4度変更した。
激突! 山手線ゲーム（1990年10月-1992年3月）
リスナー2名が山手線ゲームで対決。2問先取で賞金5,000円を獲得し、翌放送日にも出演できる。負けるまで何日でも挑戦できるため、最高で10万円以上獲得したリスナーもいた。
1991年5月の信楽高原鉄道事故など重大な鉄道事故が発生した際はタイトルの「激突」を省いて「山手線ゲーム」とし、列車の衝突音など事故を想起させる効果音の使用を自粛した。
キャプテン五朗のゴーゴーゴール（1992年4月-1992年9月）
サッカーをモチーフにしたクイズ。回答者はゴールから50m離れた地点でクイズをスタートし、1問ごとに「ドリブルクイズ」と「シュートクイズ」を選択。「ドリブル」で正解するとゴールへ10m近付き、不正解だと10m後退。「シュート」で正解すると1点獲得、不正解の場合は50m地点から再スタート。シュート問題はゴールからの距離が近いほど簡単になる。制限時間内の得点数で賞金が決まる。
QUIZ 777（1992年10月-1993年3月）
パチンコをモチーフにしたクイズ。回答者は1から20の番号のうち1つを選び、出題された問題に答える。選んだ問題が「リーチ問題」だった場合は、正解するとフィーバーに突入し、賞金1,000円の簡単な問題が出題される。10問正解か、間違えるまでフィーバー継続。フィーバー以外の問題では正解しても賞金は貰えないが、正解数に応じて記念品のランクが上がる。制限時間内に多くのフィーバーを出すことを目指す。
目指せ100万円 アルファベットクイズ（1993年4月-1994年3月）
リスナー2名による勝ち抜き形式のクイズ。挑戦者先攻・王者後攻で、回答者はアルファベットのAからZのうち任意の一文字を例えば「TBSのT」などと言って選び、そのアルファベットに割り当てられたクイズに答えていく。回答を間違えると解答権が相手に移る。
サバイバルクイズ〜そして誰もいなくなった（1994年4月-1994年9月）
友達同士3人1組でクイズに挑戦。1問ごとに「右」「左」どちらかを選び、クイズに答えていく。クイズに不正解か、クイズの中に隠されている「地雷」を踏んでしまうと1人脱落。10問終了時点で1人でも残っていれば賞金獲得。

### 中継コーナー
当番組の特徴として、番組中の生中継の多さが挙げられる。番組開始から1992年3月までの1年半は恵俊彰が中継リポーターを担当。その後は中継コーナーは週1日となり、大崎聖二が2年間担当した。
東京まねき猫
恵が首都圏のあちこちから送る生中継コーナー。「コンビニゲーム」「リスナーお宅訪問」「フォークジャンボリー」「早稲田大学受験」「お母さんごめんなさいテレフォン」などの企画が行なわれた。
東京パシリ猫
恵の後を受け、大崎が担当した生中継コーナー。短命に終わる。
私立赤田山神社
叫べ大崎SOS
大崎が首都圏のあちこち（主に公園）に出没し、リスナーが大崎のギター演奏あるいは自分が演奏する楽器を演奏しながら珍奇な歌を歌うコーナー。「東京まねき猫」同様、ハガキ職人たちが集まる場でもあった。

### その他のコーナー
東京Salt'n'Pepper
番組初期半年のコーナー。その日のニュースを数項目紹介し、岸谷がコメントする。
東京カラオケクラブ
番組初期半年のコーナー。第一興商の提供によりカラオケ曲を毎日1曲放送。
日刊 平成5人組
ハガキに5人分の名前と電話番号を書いて応募。当選したハガキのうち1人に電話し、指定したキーワードが答えられれば5人全員に賞金・音楽ギフト券などをプレゼントした。
東京オンステージ
週替わりでゲストが登場して、岸谷とトークを展開。岸谷が当時憧れていた薬師丸ひろ子をスタッフが内緒でゲストに呼び、何も知らずにスタジオ入りした岸谷を驚かせたこともあった。
五朗のマブダチファイル
「東京オンステージ」と同じ形式の週替わりゲストコーナー。
東京コーリング
日替わりコメンテーターが電話出演するコーナー。大蔵雄之助（時事ニュース解説）、中村清美（ニューヨーク情報）、山中伊知郎らが出演。
東京トラフィック・ナウ
「TBSラジオ交通情報」を当番組では、この名称が用いられた。冒頭に流れるチャイムは他の時間帯と同じ音を使用。主に警視庁交通管制センターからキャスターの阿南京子が担当。交通情報の時間以外で各コーナーのネタで阿南が出てきたときに岸谷が呼び出し、阿南から話を聞き出すことがあった。

## 主な出来事
パイロット版で「何を隠そう前を隠そう」発言
放送開始の前に行われた通しリハーサル(パイロット版)のオープニングで、岸谷が蕎麦をすすり、「私は何を隠そう前を隠そう、劇団SETの役者で…」と発言。この模様を録音したものが後日放送され、「何（ナニ＝陰茎）を隠そう前（＝陰茎）を隠そう」はその後もたびたびネタにされた。なお、実際の第1回オープニングでは、岸谷は腕立て伏せをしながら放送した。
奥居香に「このアマ」発言
放送開始当初、ゲスト出演した奥居香に対し、岸谷が「このアマ」と発言。当時無名に近い岸谷は、当時のトップスター奥居に対して放ったこの一言で、TBS上層部からきついお叱りを受けた。しかし、奥居はその後も番組にたびたび出演。岸谷と親交を深め、交際・結婚へと発展した。
JNNの映像回線で尻出し
1991年、岸谷と恵がTBSニューヨーク支局のスタジオから1週間生放送を実施した。この時、番組制作上の都合から東京に残るスタッフに向けて映像も同時に収め、報道用の通信回線を通じて伝送していた。CM中、東京にいる番組スタッフにしか届いていないと勘違いした恵が笑わせようとしてカメラに向かって尻を出した。この回線はJNN加盟局・支局をつないで報道の映像素材を送り合う回線であり、恵の思惑とは裏腹に世界各地の報道フロアに映し出されていた。当然ながら直後から抗議の電話がかかり、即座に謝罪している。東京のTBSラジオスタジオには謝罪文が張り出された。
混浴事件・混浴ラジオ
静岡県の修善寺温泉で行われた番組関係者の親睦会で、酒に酔った岸谷が女性ディレクターのジョイナー村田との混浴を強行。後日、この一部始終が番組内で暴露され、その後もたびたびネタにされた。「混浴ラジオ」と銘打った特別企画では、TBS局舎屋上に設置したビニールプールで、岸谷とグラビアアイドルユニット「Lady's」(細川ふみえ・山崎真由美・藤崎仁美)が生放送での混浴を果たした。
ディレクターが代打パーソナリティ
スーパー・エキセントリック・シアターの公演期間中は、岸谷が公演終了後に劇場からTBSへ移動するため、スタジオ到着が番組開始直前になることが多かった。岸谷が番組開始に間に合わない場合は、当日の担当ディレクターが岸谷到着まで代打パーソナリティを務めることが慣例であった。しかし実際は、番組開始前に到着していた岸谷がスタジオに入らず、ディレクターのタイトルコールを待ってスタジオ入りするというドッキリであった。
自殺予告の手紙に2,000通の反響
「1通の手紙」コーナーで、大学受験に失敗したリスナーの自殺予告の手紙を紹介したところ、2,000通を超える反響の手紙が届いた。岸谷は手紙を毎日紹介し、自殺を思いとどまるようメッセージを送り続けた。その結果、本人から「自殺はせず、前向きに頑張る」と手紙が届いた。この一連の出来事は同じTBSラジオの『ラジオ図書館』にてラジオドラマ化され、岸谷がドラマ上の番組のパーソナリティ役として出演した。
エイズ患者からの手紙
「1通の手紙」コーナーで15歳の少女からの手紙が読み上げられた。内容は少女がエイズにかかってしまい、絶望感から手首を切って自殺を図ろうとしたが、両親や友達の支えによって思いとどまったというものであった。
当時のエイズを取り巻く状況は「くしゃみをしただけで感染する」「握手をしただけでエイズになる」などといった間違った情報ばかりが蔓延しており、かなり偏見があった時代であった。
少女の手紙を読んだ岸谷は「まずは正しい知識を知ってもらう必要がある」と感じ、前述の通りAct Against AIDSを発起。1993年より活動を開始した。

## コーナー番組
本番組に内包されていたアーティスト・タレントの番組。ほとんどの番組が月曜日から金曜日まで毎日放送され、一部は地方局へネットされた。また、これら番組の出演者を総称してレディクラファミリーと呼んでいた。
| 番組名                                      | 出演者                                               | 放送期間   | 放送期間   | 番組分数 | 備考                                                     |
| ------------------------------------------- | ---------------------------------------------------- | ---------- | ---------- | -------- | -------------------------------------------------------- |
| 奥居香のポップン・ルージュ                  | 奥居香                                               | 1990.10.08 | 1991.04.05 | 15分     |                                                          |
| 米米CLUB 10分天国～略して10テン～           | 米米CLUB                                             | 1990.10.08 | 1991.06.28 | 10分     | 第1期                                                    |
| 米米CLUB 10分天国～略して10テン～           | 米米CLUB                                             | 1992.04.06 | 1992.07.03 | 10分     | 第2期                                                    |
| SURF&SNOW                                   | 松宮一彦                                             | 1990.10.08 | 1991.04.05 | 45分     | 1991年4月8日以降は当番組より独立                         |
| 東京少女物語(ストーリー)                    | 小川範子                                             | 1990.10.08 | 1991.04.05 | 10分     |                                                          |
| 永井真理子 POP SPIRITS!                     | 永井真理子                                           | 1991.04.08 | 1992.10.02 | 15分     |                                                          |
| ルー&ラッキィの10分天国～略して東京アミーゴ | ルー大柴 ラッキィ池田 ズッキーニちゃん(小路川明子)   | 1991.07.01 | 1992.04.03 | 10分     |                                                          |
| LLブラザーズ ∴（ゆえに）That's OK           | LLブラザーズ                                         | 1992.04.06 | 1993.04.02 | 10分     |                                                          |
| TMN ウツと木根くん                          | 宇都宮隆 木根尚登                                    | 1992.04.06 | 1993.04.02 | 15分     |                                                          |
| SET RADIO SHOW                              | スーパー・エキセントリック・シアター                 | 1992.07.06 | 1993.04.02 | 10分     |                                                          |
| 安達祐実のおしゃまな夜                      | 安達祐実                                             | 1992.10.05 | 1993.04.02 | 10分     | 1993年4月5日以降は「岸谷五朗の今夜はできるかな」内で放送 |
| サンプラザ中野・中野ヤング館                | サンプラザ中野 パッパラー河合                        | 1993.04.05 | 1994.09.30 | 10分     |                                                          |
| T.UTU～And So On                            | 宇都宮隆                                             | 1993.04.05 | 1994.09.30 | 15分     |                                                          |
| 国際スクランブルゴーゴー                    | 山田幸伸 袴田毅(宮川賢) 神崎ゆか 尾口えり子 江頭2:50 | 1993.04.05 | 1994.04.01 | 10分     |                                                          |
| 細川ふみえのハートキッチン                  | 細川ふみえ                                           | 1993.10.04 | 1994.09.30 | 10分     |                                                          |
| 祐実をとりまく男達                          | 安達祐実                                             | 1993.10.06 | 1994.03.30 | 5分      | 水曜日のみ                                               |
| BLUE・BOYの3分ブッキング                    | BLUE BOY                                             | 1993.10.04 | 1994.04.01 | 3分      |                                                          |
| BLUE・BOYの5分じゃイ・ケ・ナ・イ            | BLUE BOY                                             | 1994.04.04 | 1994.09.30 | 5分      |                                                          |

## レディクラ・ボンバーズ
番組リスナーを対象としたファンクラブ。

### 第1期
1991年12月に結成。入会者には会員証(黒色)が配布された。郵送での配布ほか、首都圏各地で会員証配布イベントを連日開催したが、2日目の埼玉会場で想定以上のリスナーが集まり、その後のイベント縮小を余儀なくされた。また、会員証配布以外の特典は皆無だった。

### 第2期
1993年11月に結成。入会者には会員証(銀色)が配布されたほか、会報「戸張さん」の発行や、不定期のプレゼント企画などが実施された。番組終了後には会員への感謝状も郵送された。

### ボンバーズ通信
1992年から番組終了まで、番組内(岸谷・恵の出演日)に「ボンバーズ通信」というコーナーが設けられ、リスナーの活動報告(リスナーによる学校内などでの番組宣伝)や、会員へのお知らせが放送された。当初は岸谷・恵がコーナーを進行。1993年10月以降は尾口えり子が「ボンバーズヘッド」に就任し、岸谷・恵とともにコーナーを進行した。

## FAXサービス
番組の全期間において、FAXを利用した番組情報提供サービスが行われた。

### TOKYO FAX CLUB
番組開始から1993年3月まで、番組放送日は毎日実施。ヤマト運輸が当時、首都圏のコンビニエンスストアを中心に設置した「伝言FAX」を利用して、翌日の番組進行表（キューシート）と各コーナーで使用した ネタ写真を公開した。

### Mondaynight NewsPaper
1993年4月から番組終了まで、毎週月曜日に実施。番組情報や尾口によるイラスト(岸谷の裏話が多い)などが書かれた新聞を受け取ることができた。受け取りには番組へ送付を申し込むか、またはFAXのポーリング機能を利用した。

## ノベルティグッズ

### 初期
ハガキなどが採用されると、バンダナ・手袋・キーホルダー・ポストカード・としまえん入園券など（時期により異なる）。優秀作品にはTシャツ・ソックスなど（時期により異なる）。

### 中期〜後期
ハガキなどが採用されるとレディクラバッジがもらえた。これを3個集めると銀バッジ1個と交換でき、更に銀バッジを3個集めると金バッジおよびレディクラニューグッズ全部と交換できた。
優秀作品には、レディクラニューグッズ（Tシャツ・傘・タオル・コームセット・ペンセット・テレホンカード・ペンケースの中から1個）。

### 末期
ハガキなどが採用されると、番組オリジナルの通貨「レディクラマネー」（単位は「1レディクラ」）がもらえた。貯めたレディクラマネーは放送1000回記念イベント（1994年8月）で番組秘蔵グッズなどと交換できた。

## テーマ曲・ジングル

### 放送開始 - 1993年9月
- オープニングテーマ:五島良子「ハックルベリー・ストロベリー・フレンド」
  - シングル「かなづちガール」のC/W曲をテーマ曲用にアレンジ。1992年3月15日のAMステレオ放送開始に伴い、若干手直しされた。
- エンディングテーマ:五島良子「Love&Law」。
  - アルバム『Love&Law』に収録。
- ジングルは五島と135が作成。「米米CLUBの十分天国」の開始前のジングル（東京RADIO CLUB）は、明らかに米米CLUBによるもの。また、TMNの楽曲のイントロを利用したジングルも存在した。

### 1993年10月 - 放送終了
- オープニングテーマ:東野純直「韋駄天Windyのテーマ」
- エンディングテーマ:東野純直「僕らのSomeday」
  - 共にアルバム『Breath』に収録されている楽曲をテーマ曲用にアレンジ。
- ジングルも東野作成の曲に変更された。

## 書籍
- ボンビーくん（1992年／興陽館書店）
  - 帯の推薦文は劇団S.E.T.座長である三宅裕司が執筆。カバー裏には女生徒に扮した岸谷の写真が掲載されている。当初は貧乏らしさを演出するために「水に溶ける紙」を使用していたが、印刷に支障を来すため、3刷以降は通常紙を使用した。
  - 発売当日に渋谷紀伊國屋書店にてサイン会を実施。この影響もあり、紀伊国屋書店にて週間ベストセラーランキング1位を獲得した。
- NAI NAI'91・そりゃなしだろ!!（1992年／興陽館書店）ISBN 4-906113-88-5
  - 表紙カバーには沢田研二・TMNに扮した岸谷の写真。帯の推薦文は岸谷とサッカーを通じて親交のあった木根尚登が執筆。雑誌・広告などの切り抜きが多いコーナーの特性を生かすため、一部カラーページが挿入された。
- ボンビーくん2（1992年／興陽館書店）ISBN 4-906113-90-7
  - 帯の推薦文はカールスモーキー石井が執筆。カバー裏には看護婦に扮した岸谷の写真が掲載されている。番組2周年を記念した本でもあり、番組年表や歴代全コーナー一覧が掲載されている。
- 岸谷五朗・恵俊彰の長嶋家の謎（1993年／二見書房）ISBN 4-576-93065-6
- 東京ミステリー・とっておきの怖い話（1993年／二見書房）ISBN 4-576-93064-8
- MOON・そりゃなしだろ!!2（1994年／興陽館書店）ISBN 4-87723-107-2
  - 「NAI NAI '91」のコーナー本第2弾。興陽館書店の社長が番組に出演し、発売日の発表や本の内容へのダメ出しを行っていた。
  - これまでの番組本と異なり、見た目は岸谷のエッセイ集の様な装丁で、表紙には「MOON／岸谷五朗」とだけ書かれている。しかし帯を外すとその下に「の東京RADIO CLUB・NAI NAI '91そりゃなしだろ!!2」の文字が。岸谷が映画･ドラマで知名度を上げていた時期の出版であったため、俳優としての岸谷しか知らないファンにも本を買わせるためのトリックであった。

## CD
- 岸谷五朗／あの鐘を鳴らせ（1992年／ソニーレコード）
  - 岸谷自身が作詞、後に結婚する奥居香が作曲。C/W曲「明日、吹く風」は木根尚登作曲。
  - 1993年1月、リスナーバンド「PIROPIRO」と共に新宿シアターアプルにてお披露目ライブを行った。
- ホンジャマカ／世界で一番はやい告白（1994年／フォーライフ）
  - 「みんなで印税生活」コーナーから生まれた曲。

## イベント
- 第1回トークライブ（1990年11月23日、としまえん）
- 第2回イベント（1991年1月26日、TBSホール）
- 第3回イベント（1991年2月16日）
- 第4回イベント（1991年3月29・30・31日、渋谷PARCO）
- 東京ハイスクールユニフォームコンテスト（1991年6月1日、TBSホール）
- バスケットボール大会（1991年7月8日、目黒区駒場体育館）
- 夏のとしまえんイベント（1991年8月3日、としまえん）
- 公開生放送・オールナイトイベント（1991年8月30日、TBSホール）
- ボンバーズ結成イベント（1991年12月2-7日、関東各地）
- ソフトボール大会（1991年12月8日、八潮公園多目的広場）
- ボンビーくん発売記念イベント（1992年5月20日、TBSホール／他各地でサイン会）
- そりゃなしだろ発売記念イベント（1992年7月25日、江ノ島ビーチステーション）
- 夏のとしまえんイベント（1992年8月14日、としまえん）
- PIRO PIROライブ（1993年1月1・2・3日、新宿シアターアプル）
- 長嶋家の謎出版記念・恵の一日店長（1993年5月22日、津田沼昭和堂）
- 絶ある・たいたい合同イベント（1993年6月20日、井の頭公園野外ステージ）
- 来るな!イベント（1993年8月7日、江ノ島ビーチステーション）
- AAA前夜祭&新生ボンバーズ会員証配布（1993年11月23日、代々木野外音楽堂）
- クリスマスオールナイトイベント（1993年12月、TBSホール）
- 不幸のどん底リスナーなぐさめイベント（1994年3月23日、渋谷ON AIR WEST）
- 世界で一番はやいイベント（1994年4月10日、日比谷公園）
- 番組1000回記念レディクラバザール・オールナイトイベント（1994年8月18日、TBSホール）

## スタッフ
- 構成
  - 有川周一 － コサキン出身で写真ネタ、リスナーに「見えない」企画が多い。度々声が放送に乗る。浅井企画所属。
  - 舘川範雄（たてちゃん） － コサキン出身。
  - 成田はじめ（デブオ） － 放送作家集団「オズマ」所属。後に『TVおじゃマンボウ』など。
  - 妹尾匡夫（せのちん） － オフィスまぁ所属。その後もTBSラジオで『夜な夜なニュースいぢり X-Radio バツラジ』などを担当し、現在は『アフター6ジャンクション』のアドバイザー。
  - 杉本りつ（「りつ」は「某」の右に「氏」）
- 作家見習い
  - 若尾守重（ぶつぞう） － 後に『COUNT DOWN TV』『うたばん』。
- プロデューサー
  - 高綱康裕（たこP） － 競馬好き。後にテレビに異動し、『はなまるマーケット』を製作。その後はTBSホールディングス執行役員（TBSテレビ　情報システム局長）、株式会社プレミアム・プラットフォーム・ジャパン代表取締役など歴任。
  - 鶴岡滋之 － 後にテレビに異動し、『恋するハニカミ!』『関口宏の東京フレンドパークII』などのプロデューサーを担当。
  - 門脇覚（ヒゲ・3点セット）
- ディレクター
  - 石垣富士男 － 当時はラジオ制作会社所属。後にTBSラジオに中途入社し、『バツラジ』『宮川賢のパカパカ行進曲』『たまむすび』などを担当。その後TBSラジオ編成部長。
  - 碧海純 － その後、TBSラジオ制作センター長などを経てTBSラジオ取締役。
  - 長谷川朝二（オカルトモジ） － 本業はコメディ作家。
  - 山田恵一郎（混浴王山田） － エロ担当。
  - 塚田耕一（ピンチ塚ちゃん）
  - 菊池健志（ちーきく） － 後に『伊集院光 深夜の馬鹿力』『JUNK』などのプロデューサーを担当。

## その他
- 元リスナーの著名人
  - 星野源 － かつて当番組の大ファンであり、ハガキの採用経験があることを語っている[6]。
  - 黒沢かずこ [7]
  - しまおまほ [8]